# Lundafolket
Lunda (Balunda, Luunda, Ruund) er en etnisk bantugruppe, der opstod i det, der nu er Den Demokratiske Republik Congo langs floden  Kalanyi.  Deres hersker, Mwata Yamvo eller Mwaant Yav,  dannede  i det 17. århundrede kongeriget Lunda med hovedstad i Musumba. Herfra spredte de sig gennem Katanga og ind i det østlige Angola, det nordvestlige Zambia ( Kanongesha-Lunda og Ishindi-Lunda i Gabon og Republikken Congo) og Luapula-dalen i Zambia (det østlige Lunda eller Kazembe-Lunda).

## Historie
Lundaerne var allieret med Luba, og deres vandringer og erobringer affødte en række stammer såsom Luvale ved  den øvre Zambezi og Kasanje ved den øvre del af Kwangofloden i Angola.
Lundafolkets hjerteland var rigt på naturressourcer af floder, søer, skove og savanne, og de var fiskere og bønder. De dyrkede majs, hirse, yams, sorghum, squash, bønner, søde kartofler, oliepalmer og tobak, og drak palmevin (en). Deres handlende kom i kontakt med de portugisiske og arabiske og swahilitalende handelsfolk i Østafrika. De spillede en stor rolle i slave- og elfenbenshandelen, der flyttede varer og mennesker fra det centrale Afrika til kysterne for eksport.
Folket i Lunda-riget troede på Nzambi eller Nzamb Katang som en Højeste Skaber af verden, der skabte alt af eksistens på jorden. I deres religion henvendte de sig ikke direkte til Nzambi, men via deres forfædres ånder. Deres konger havde tyve til tredive hustruer. Lunda fangede unge fra de folk, de besejrede, som  blev gjort til slaver og bar en jernhalskæde for at symbolisere deres status. 

## Demografi
I dag omfatter Lunda-folket hundredvis af undergrupper som Akosa, Imbangala og Ndembu og tæller cirka 800.000 i Angola, 1,1 millioner i Congo og 600.000 i Zambia. De fleste taler Lunda-sproget, Chilunda, bortset fra Kazembe-Lunda, som har adopteret deres naboers Bemba-sprog.

## Kendte medlemmer
- Moïse Tshombe, præsident for løsrivelsesstaten Katanga og senere premierminister i den Demokratiske Republik Congo
- Mujinga Kambundji, schweizisk atlet

## Yderligere læsning
- Pritchett, James Anthony (2001). Lunda-Ndembu : stil, forandring og social transformation i Sydcentralafrika . Madison: University of Wisconsin.
- Pritchett, James Anthony (2007). Venner for livet, Venner for døden: kohorter og bevidsthed blandt Lunda-Ndembu . Charlottesville: University of Virginia.